# Aguasay (khu tự quản)
Aguasay là một khu tự quản thuộc bang Monagas, Venezuela. Thủ phủ của khu tự quản Aguasay đóng tại Aguasay. Khự tự quản Aguasay có diện tích 2590 km2, dân số theo điều tra dân số ngày 21 tháng 10 năm 2001 là 9853 người.